# Абраньи, Эмиль (композитор)
Эмиль Абраньи (венг. Emil Ábrányi, 22 сентября 1882, Будапешт, Австро-Венгрия — 11 февраля 1970, Будапешт Венгрия) — венгерский дирижёр и композитор, музыкальный педагог.

## Биография
Родился в семье поэта Эмиля Абраньи и певицы Маргит Вейн. Внук композитора Корнеля Абраньи. Племянник драматурга и писателя Корнеля Абраньи (младшего).
Окончил музыкальную академию в Будапеште. Учился под руководством Г. фон Кёсслера (класс композиции) и И. Томана (фортепиано).
С 1901 года совершенствовался, как дирижёр в Лейпциге у А. Никиша.
В 1904—1907 гг. — дирижёр Городского театра в Кёльне (позже Кёльнская опера), в 1907—1916 гг. — в Ганновере. В 1911—1919 гг. — дирижёр, в 1919—1921 гг. — директор Будапештского оперного театра; в 1921—1926 гг. — директор Будапештского муниципального театра.
В 1922 организовал Будапештский симфонический оркестр.  Также вёл курс дирижирования в Высшей школе музыкального искусства им. Листа.
В 1923—1925 гг. преподавал в Центральной музыкальной школе в Будапеште.
С 1926 года работал в различных венгерских оперных театрах, дирижировал симфоническими оркестрами.

## Творчество
В своём творчестве Э. Абраньи опирался на венгерский национальный фольклор. В отдельных его произведениях сказывается влияние Р. Вагнера.
Создал ряд опер, музыкальных спектаклей, балета и оркестровых произведений. Автор опер, поставленных в Будапештском оперном театре.

## Избранные сочинения
Оперы
- «Монна Ванна» (1907),
- «Паоло и Франческа» (1912),
- «Дон Кихот» (1917),
- «Аве Мария» (1922),
- «Поющие дервиши» (1935),
- «Герцог Лилии» (1938),
- «Византия» (1942),
- «Ведьма Ева» (1944),
- «Рассказ о Балатоне» (1945)

балет
- «Король тумана» (1903, Будапешт),
- оперетты и другие музыкальные сочинения.